# 摩根·内维尔
摩根·内维尔（英語：Morgan Neville，1967年10月10日—）是一名美国电影监制、导演和编剧。

## 生平
内维尔生于加州洛杉矶，原先他是一名在纽约市和旧金山工作的记者，1993年转行进入电影事业。他的导演处女作是一部纪录片 Shotgun Freeway: Drives thru Lost L.A (1995)，随后制作了一系列有关音乐人的纪录片。他曾分别凭借 Muddy Waters: Can't Be Satisfied, Respect Yourself: The Stax Records Story, 和 Johnny Cash's America 获得过三次格莱美奖提名；2008年导演的 The Cool School 是一部有关洛杉矶当代艺术起源的纪录片，在克里夫兰国际影展上亮相。
2013年执导的音乐纪录片《离巨星二十英尺》赢得第86届奥斯卡金像奖最佳纪录片奖。